# Овсянников, Борис Викторович
Овсянников, Борис Викторович (13 мая 1921, Москва — 7 марта 2007, Москва) — доктор технических наук, профессор, заслуженный деятель науки и техники; заведовал кафедрой №202 ракетных двигателей Московского авиационного института (МАИ), автор учебников.

## Биография
Родился 13 мая 1921 года в Москве. В 1938 году поступил на теплотехнический факультет Московского энергетического института (МЭИ). С конца июня 1941 года в составе московского сводного студенческого отряда работал на строительстве оборонительных сооружений по Днепру (Смоленская область). В сентябре, вернувшись в Москву, перевёлся в Московский авиационный институт (МАИ), где продолжил обучение — на 4-м курсе моторостроительного факультета, который окончил с отличием в феврале 1943 года — в эвакуации, в г. Алма-Ата. По распределению был направлен на завод № 41 Наркомата авиационной промышленности, где работал зам. начальника цеха по выпуску коленчатых валов двигателя М-11. В мае 1944 года поступил в аспирантуру кафедры «Теория авиадвигателей» МАИ (научный руководитель — А. В. Квасников). С этого времени непрерывно работал на кафедре.
Диссертацию на соискание учёной степени кандидата технических наук «Влияние степени расширения в цилиндре на работу двигателя с реактивным выхлопом» защитил 15 июня 1948 года. С этого времени был привлечён к педагогической работе на кафедре, сначала старшим преподавателем, а затем доцентом (1951). Читал курсы: «Термодинамика и авиадвигатели», «Агрегаты поддува поршневых авиадвигателей». С 1953 года начал читать курс «Теория и расчёт турбонасосных агрегатов ракетных двигателей».
В январе 1968 года защитил докторскую диссертацию «Теория и расчёт турбонасосных агрегатов», напечатанную в виде учебника. Им были разработаны основы общей теории лопаточных машин, которая описывает насосы и турбины, осевые и радиальные, как частные случаи турбомашин. Впервые в учебной литературе были рассмотрены схемы турбин, расчёт оптимальных сопл сверхзвуковых турбин и др. Учебник дополнялся и переиздавался в 1971, 1979 и 1996 гг.
В 1973—1986 годах заведовал кафедрой «Ракетные двигатели». Выступал с докладами на международных конгрессах и конференциях.
В 1970—1990-х годах основным научным интересом было исследование малорасходных насосов систем питания ЖРД и систем терморегулирования космических объектов, а также исследование нестационарных процессов и колебаний в насосных агрегатах. В первой половине 1990-х годов интенсивная научная работа группы под руководством Б. В. Овсянникова проводилась по новому направлению — разработанный насос-движитель был применён в водомётном реактивном аппарате «Орёл». Во второй половине 1990-х годов разрабатывал теорию роторного насосного агрегата и, одновременно занимался созданием насосных систем вспомогательного кровообращения для НИИ трансплантологии и искусственных органов.
В 1991 году Овсянниковым был прочитал курс лекций инженерному составу фирмы SEP (Франция) по теории турбонасосных агрегатов.

## Награды
Награждён орденами «Трудового Красного знамени», «Знак почёта» и медалями СССР.
Был удостоен памятной медали в честь 70-летия со дня рождения академика С. П. Королёва (1978), премии Минвуза на конкурсе лучших НИР (1980), премии Совета министров СССР (1990). В 1991 году получил почётное звание «Заслуженный деятель науки и техники РСФСР» и в 1997 году нагрудный знак «Почётный работник высшего образования России».

## Источник
- Научно-педагогическая автобиография Бориса Викторовича Овсянникова, заслуженного деятеля науки и техники, профессора кафедры 202 МАИ, доктора технических наук (к 80-летию со дня рождения)